# 里格
里格（英文：League）是欧洲和拉丁美洲一個古老的长度单位，在英語世界通常定义为3英里（約4.828公里，仅适用于陆地上），即大约等同一个步行一小时的距离，或定义為3海里（约5.556公里，仅用于海上）。
法國也使用類似的單位（法文：Lieue），定義為10,000至14,400法尺（約3.25至4.68公里）不等。法國著作《海底兩萬里》（法文：Vingt mille lieues sous les mers）的「里」，就是指這個單位，而非英里或海里。